# NGC 2956
NGC 2956 é uma galáxia espiral (Sb) localizada na direcção da constelação de Hydra. Possui uma declinação de -19° 06' 04" e uma ascensão recta de 9 horas, 39 minutos e 16,9 segundos.
A galáxia NGC 2956 foi descoberta em 1886 por Frank Müller.